# Olympische Sommerspiele 1968/Teilnehmer (Trinidad und Tobago)
| Gelbes Symbol für Goldmedaillen mit stilisierten Olympischen Ringen | Graues Symbol für Silbermedaillen mit stilisierten Olympischen Ringen | Braundes Symbol für Bronzemedaillen mit stilisierten Olympischen Ringen |
| ------------------------------------------------------------------- | --------------------------------------------------------------------- | ----------------------------------------------------------------------- |
| —                                                                   | —                                                                     | —                                                                       |

Trinidad und Tobago nahm an den Olympischen Sommerspielen 1968 in Mexiko-Stadt, Mexiko, mit einer Delegation von 19 Sportlern (allesamt Männer) teil.

## Teilnehmer nach Sportarten

### Gewichtheben
- Hugo Gittens
Leichtgewicht: 16. Platz

### Leichtathletik
- Ron Monsegue
100 Meter: Vorläufe

- Edwin Roberts
200 Meter: 4. Platz
4 × 100 Meter: Halbfinale
4 × 400 Meter: 6. Platz

- Winston Short
200 Meter: Viertelfinale
4 × 100 Meter: Halbfinale

- George Simon
400 Meter: Vorläufe
4 × 400 Meter: 6. Platz

- Benedict Cayenne
800 Meter: 8. Platz
4 × 400 Meter: 6. Platz

- Raymond Fabien
4 × 100 Meter: Halbfinale

- Carl Archer
4 × 100 Meter: Halbfinale

- Euric Bobb
4 × 400 Meter: 6. Platz

### Radsport
- Roger Gibbon
Sprint: 6. Runde
1000 Meter Zeitfahren: 5. Platz

- Leslie King
Sprint: 6. Runde

- Vernon Stauble
4000 Meter Einzelverfolgung: 19. Platz in der Qualifikation

- Robert Farrell
4000 Meter Mannschaftsverfolgung: Vorrunde

- Phillip Richardson
4000 Meter Mannschaftsverfolgung: Vorrunde

- Salim Mohammed
4000 Meter Mannschaftsverfolgung: Vorrunde

- Noel Luces
4000 Meter Mannschaftsverfolgung: Vorrunde

### Schießen
- Bertram Manhin
Freie Scheibenpistole: 38. Platz

- Hugh Homer
Kleinkaliber, liegend: 65. Platz

### Schwimmen
- Geoffrey Ferreira
100 Meter Freistil: Vorläufe